# Henri Vion
Pour l’article homonyme, voir Henri Vion (évêque).
Henri Vion est un homme politique français né le 4 mai 1853 à Sainte-Émilie (Somme) et décédé le 16 octobre 1912  à Villers-Faucon (Somme).

## Biographie
Propriétaire terrien et industriel sucrier, il est maire de Villers-Faucon et conseiller général du canton de Roisel. Il est député de la Somme de 1905 à 1910, inscrit au groupe de l'Union républicaine.

## Sources
- « Henri Vion », dans le Dictionnaire des parlementaires français (1889-1940), sous la direction de Jean Jolly, PUF, 1960 [détail de l’édition]